# Claviger apenninus
Claviger apenninus – chrząszcz z rodziny kusakowatych, podrodziny Pselaphinae.

## Występowanie
Występuje we Włoszech.